# Hong Kong Open (snooker)
Hong Kong Open var en professionell rankingturnering i snooker som bara spelades i en enda upplaga, år 1989. Turneringen skulle egentligen ha hållits i Australien och därmed blivit den första rankingturneringen i detta land, men i sista stund flyttades tävlingen till Hongkong som med det blev den första rankingturneringen någonsin som spelades i Fjärran östern. Därmed "stal" man den äran från den nya turneringen Asian Open som avgjordes i Thailand några veckor senare samma år.
Turneringen vanns av engelsmannen Mike Hallett. Han vann i finalen över nyzeeländaren Dene O'Kane med 9–8 efter att ha legat under med 6–8. Detta var den enda rankingtitel Hallett vann under karriären.

## Vinnare
| År   | Vinnare      | Motståndare | Resultat | Säsong  |
| ---- | ------------ | ----------- | -------- | ------- |
| 1989 | Mike Hallett | Dene O'Kane | 9–8      | 1989/90 |